# العرصة (الشغادرة)

تعديل مصدري - تعديل

العرصة هي إحدى قرى عزلة داهم بمديرية الشغادرة التابعة لمحافظة حجة، بلغ تعداد سكانها 86 نسمة حسب تعداد اليمن لعام 2004.